# Ребрикова, Нина Васильевна
Нина Васильевна Ребрикова (10 сентября 1920, Москва - 24.12.2008, там же) — советский и российский историк, востоковед, таист, кандидат исторических наук, научный сотрудник Института востоковедения РАН, специалист по новой и новейшей истории Таиланда.

## Биография
В 1944 году окончила исторический факультет Московский государственный университет им. М. В. Ломоносова. В 1954 году защитила кандидатскую диссертацию на тему «Американская экспансия в Таиланде (1945—1952 годы)», впоследствии изданную как монография.
В 1944—1948 годах работала в Министерстве иностранных дел СССР. В 1948—1955 годах — в Главном управлении по делам литературы и издательств. В 1955—1989 годах научный сотрудник Института востоковедения АН СССР. С 1961 года — старший научный сотрудник.

## Научная деятельность
Основная область научных интересов — новая и новейшая история Таиланда, её социально-экономический аспект.
В коллективной монографии «Современный Таиланд» (1958) впервые в отечественной исторической науке даётся очерк истории Таиланда с древности до середины XX в.
В работе «Таиланд. Социально-экономическая история (XIII—XVIII вв.)» (1977) характеризуется формирование средневекового сиамского государства и общества на почве объединения экономики мон-кхмеров и военно-политического устройства тайских народов, развитие этого общества.
В монографии «Таиланд: общество и государство» (1984), написанной совместно с Н. И. Калашниковым, анализируются вопросы социально-политического развития Таиланда в период с конца XIX века до 80-х годов XX века. За это столетие все стороны жизни тайского общества претерпели существенные изменения: рухнула колониальная система в юго-восточной Азии, и Сиам перестал быть единственным независимым государством в регионе. По мнению авторов, все коллизии, через которые прошла страна за это время (включая мирную революцию 1932 года и превращение государства в конституционную монархию) были вызваны к жизни сочетанием как внешних, так и внутренних факторов. В этот период в социально-экономической и культурной жизни боролись ценности традиционного и современного общества.

## Основные работы
- Таиланд (Сиам). М., Госполитиздат, 1957. 104 с.
- Исторический очерк // Таиланд. М., 1958. С. 85-132.
- Современный Таиланд. М.: Изд-во вост. лит., 1958. 188 с. (в соавт. с др.)
- Американская политика в Таиланде. М.: ИВЛ, 1959. 102 с.
- Очерки новейшей истории Таиланда. (1918—1959). М.: ИВЛ, 1960. 215 с.
- Экономическое развитие Сиама в первой половине XIX в. // О генезисе капитализма в странах Востока. (XV—XIX вв.). М., 1962. С. 121—137.
- Очерки новой истории Таиланда (1768—1917). М.: Наука; ГРВЛ, 1966. 304 с.
- Советская историография Таиланда // Советская историография ЮВА. М., 1977. С. 168—205.
- Таиланд. Социально-экономическая история (XIII—XVIII вв.). М.: Наука, 1977. 286 с.
- Таиланд: общество и государство. М.: Наука, 1984. 270 с. (соавт. Калашников Н. И.)
- Аграрно-крестьянский вопрос в Таиланде. 1985. 213 с. (деп. в ИНИОН АН СССР)
- Индокитай. Государство Фунань (Бапном) // История Востока. Т. II. Восток в средние века / отв. ред. Л. Б. Алаев, К. З. Ашрафян. М.: Восточная литература, 1995. С. 97—101.
- Аютия в XV—XVII вв. (глава) // История Востока. III. Восток на рубеже средневековья и нового времени / отв. ред. Р. Б. Рыбаков. М.: Восточная литература, 1999. С. 220—231.
- Сиам в первой половине XVIII в. (глава) // История Востока. III. Восток на рубеже средневековья и нового времени / отв. ред. Р. Б. Рыбаков. М.: Восточная литература, 1999. С. 438—495[2].